# Francesco Manca
| 9111 Matarazzo       | 28 gennaio 1997   |
| 9115 Battisti        | 27 febbraio 1997  |
| 9796 Robotti         | 19 aprile 1996    |
| 10387 Bepicolombo    | 18 ottobre 1996   |
| 10605 Guidoni        | 3 novembre 1996   |
| 10606 Crocco         | 3 novembre 1996   |
| 11652 Johnbrownlee   | 7 febbraio 1997   |
| 12405 Nespoli        | 15 settembre 1995 |
| 18542 Broglio        | 29 dicembre 1996  |
| 18556 Battiato       | 7 febbraio 1997   |
| 19318 Somanah        | 2 dicembre 1996   |
| 21289 Giacomel       | 3 novembre 1996   |
| 26197 Bormio         | 31 marzo 1997     |
| 27855 Giorgilli      | 4 gennaio 1995    |
| 32944 Gussalli       | 19 novembre 1995  |
| 35334 Yarkovsky      | 31 marzo 1997     |
| 37022 Robertovittori | 22 ottobre 2000   |
| 39734 Marchiori      | 14 dicembre 1996  |
| 43956 Elidoro        | 7 febbraio 1997   |
| 43957 Invernizzi     | 7 febbraio 1997   |
| 48643 Allen-Beach    | 20 ottobre 1995   |
| 59087 Maccacaro      | 15 novembre 1998  |
| 69961 Millosevich    | 15 novembre 1998  |
| 79847 Colzani        | 7 dicembre 1998   |
| 100641 Cledassou     | 3 novembre 1997   |

Francesco Manca (Milano, novembre 1966) è un astronomo italiano.
Manca è un prolifico scopritore di asteroidi presso l'Osservatorio astronomico di Sormano con esperienze di osservazione, astrometria e ricerca di oggetti near-Earth (NEO) con il progetto Catalina Sky Survey (CSS). L'attività non osservativa comprende il calcolo delle orbite e degli avvicinamenti di asteroidi e comete alla Terra, collegate al sito Jet Propulsion Laboratory NASA dedicato allo studio di oggetti near-Earth, oltre alla loro identificazione orbitale. È membro della SIMCA (Società Italiana di Meccanica celeste e Astrodinamica), Spaceguard Foundation e associato Istituto Nazionale di Astrofisica (INAF), scrivendo articoli sulle riviste specializzate del settore. L'attività professionale è dedicata all'applicazione di sistemi di misura (encoder di posizione) per ascensione retta e declinazione (azimuth ed elevazione), installati su telescopi e radiotelescopi nel mondo.
Il Minor Planet Center gli accredita la scoperta di cinquantadue asteroidi, effettuate tra il 1995 e il 2000, tutte in collaborazione con altri astronomi: Marco Cavagna, Paolo Chiavenna, Valter Giuliani, Piero Sicoli, Augusto Testa e Graziano Ventre.
Gli è stato dedicato l'asteroide 15460 Manca.

## Pubblicazioni
- "Asteroid and Planet Close Encounters", Minor Planet Bulletin, (1999 F. Manca, P. Sicoli)
- "Monitoring Hazardous Objects", Proceedings of the Third Italian Meeting of Planetary Science, (2000 F. Manca, P. Sicoli)
- "Planetary Close Encounters", Proceedings of the Fourth Italian Meeting of Planetary Science, (2002 F. Manca, P. Sicoli)
- "Minor planet recovery: analysis and verification of data obtained by OrbFit and Edipo software", Proceedings of the Fifth Italian Meeting of Planetary Science, (2003 F. Manca, A. Testa, M. Carpino)
- "Identification of asteroids and comets: methods and results", Proceedings of the X National Conference on Planetary Science. (2011 F. Manca, P. Sicoli, and A. Testa)
- "Identification of asteroids and comets: update on methods and results".  Proceedings of the XI National Conference on Planetary Science. (2013 F. Manca, A. Testa)
- "Close encounters among asteroids, comets, Earth-Moon system and inner planets: the cases of (99942) Apophis and Comet C/2013 A1 ". Proceedings of the XII Italian national workshop of planetary sciences. (2015 F. Manca, P. Sicoli, A. Testa)
- "(WMT)  Wide-field Mufara Telescope", Presentation at XIV Italian Meeting of Planetary Science, (2018 F. Manca, M. Di Martino)
- "TANDEM: a new SST station at INAF-OAS Loiano Observatory", Presentation at 75th International Astronautical Congress (IAC), (2024 D. Gallieni, F. Manca)